# 羽ノ浦町宮倉
羽ノ浦町宮倉（はのうらちょうみやぐら）は、徳島県阿南市の大字。2010年10月1日現在の人口は1,483人、世帯数は525世帯。郵便番号は779-1102。

## 地理
阿南市羽ノ浦地区の北西部、阿南市と小松島市との境目に位置し、徳島市・小松島市・阿南市のベッドタウンとして利用される。東側・南側は阿南平野が広がっており、西側は山地・北側は丘陵地になっている。土地利用は主に東側と西側は住宅地、南側はママの店パル羽ノ浦店などの商業地、北側は農地であり、混在している。
交通の要であり、徳島県道130号大林津乃峰線（旧国道55号）を軸にして、徳島県道128号阿南羽ノ浦線・徳島県道136号宮倉徳島線・徳島県道172号羽ノ浦停車場線・徳島県道276号勝浦羽ノ浦線が分散している。東側は羽ノ浦町中庄、南側は羽ノ浦町岩脇、西側は羽ノ浦町春日野・小松島市立江町、北側は大林町・小松島市坂野町と接する。

### 小字
| - 鵜ノ首 - 恵田 - 大木 - 太田 - 沢田 - 芝生 | - 背戸田 - 高田 - ながれ - 橋ノ本 - はたへはたえ - 羽ノ浦居内 | - 原ノ内 - 日開元 - 本村居内 - 前田 - 南浦 - 山崎 |  |

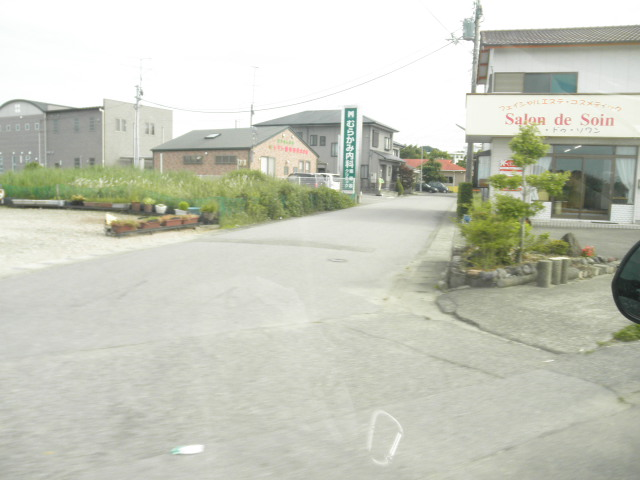
地内の商業地 小字太田で撮影
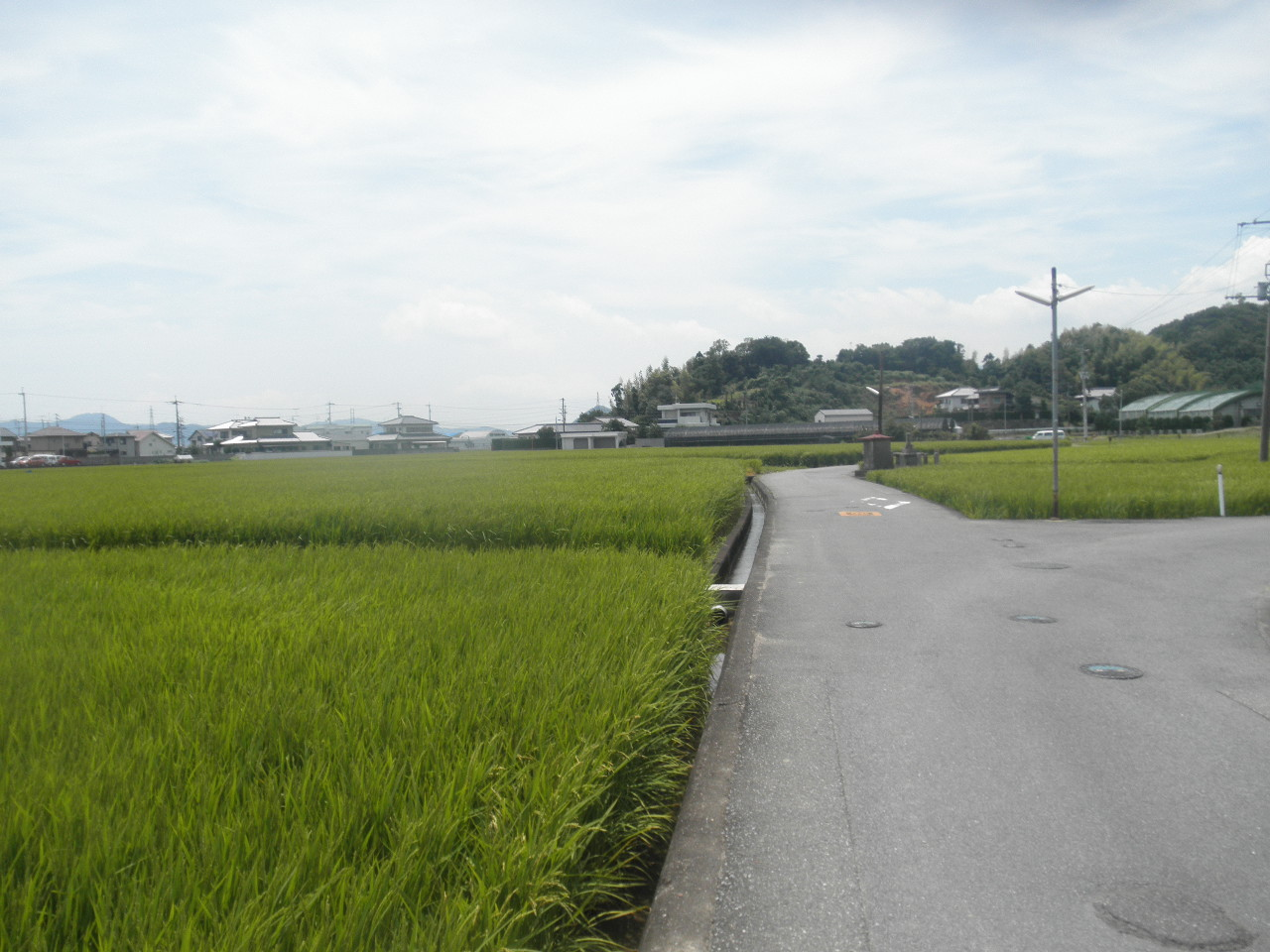
地内の農地 小字沢田で撮影
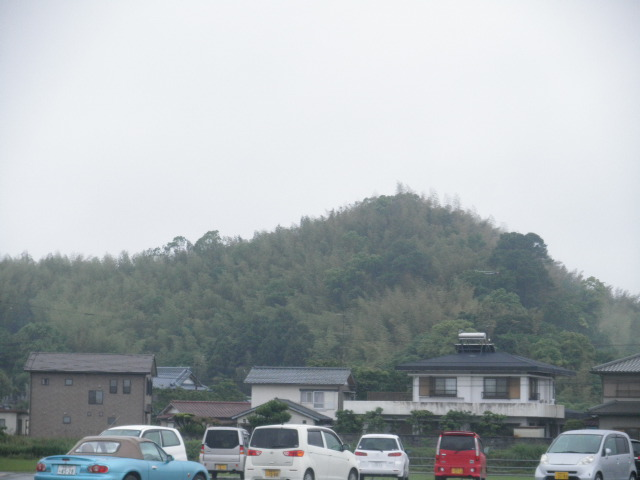
地内の丘陵 小字芝生で撮影

## 歴史
以前は羽ノ浦町春日野・羽ノ浦町西春日野も地内にあったが、現在は住宅地開発に伴い分割されている。

### 町村制施行以降
- 2006年（平成18年）3月20日 - 那賀郡羽ノ浦町が阿南市と合併し、那賀郡羽ノ浦町大字宮倉から阿南市羽ノ浦町宮倉になる。[3]

### 字域の変遷
| 実施前                 | 実施年        | 実施後             |
| ---------------------- | ------------- | ------------------ |
| 那賀郡羽ノ浦町大字宮倉 | 2006年3月20日 | 阿南市羽ノ浦町宮倉 |

## 交通

### 鉄道
- JR牟岐線羽ノ浦駅

### バス
- 徳島バス

### 道路
- 徳島県道128号阿南羽ノ浦線
- 徳島県道130号大林津乃峰線
- 徳島県道136号宮倉徳島線
- 徳島県道172号羽ノ浦停車場線
- 徳島県道276号勝浦羽ノ浦線

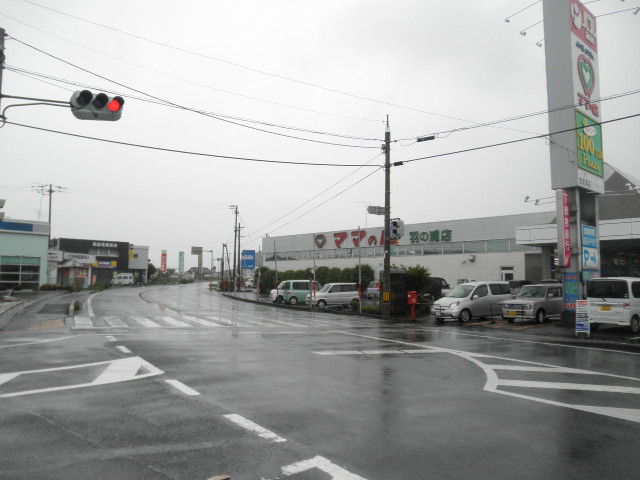
徳島県道130号大林津乃峰線（撮影当時は国道55号）
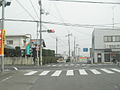
徳島県道128号阿南羽ノ浦線
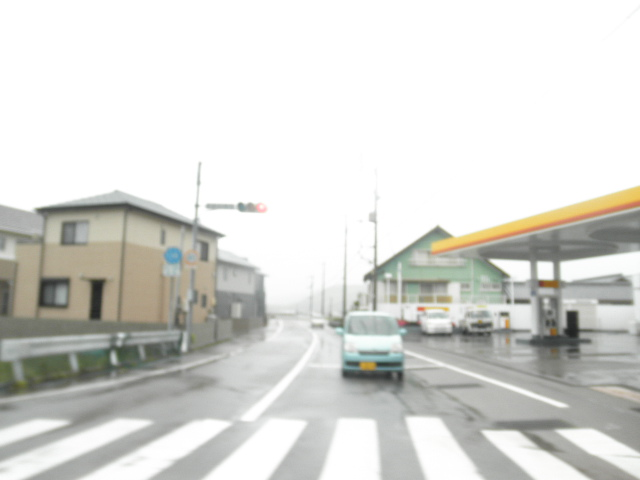
徳島県道136号宮倉徳島線
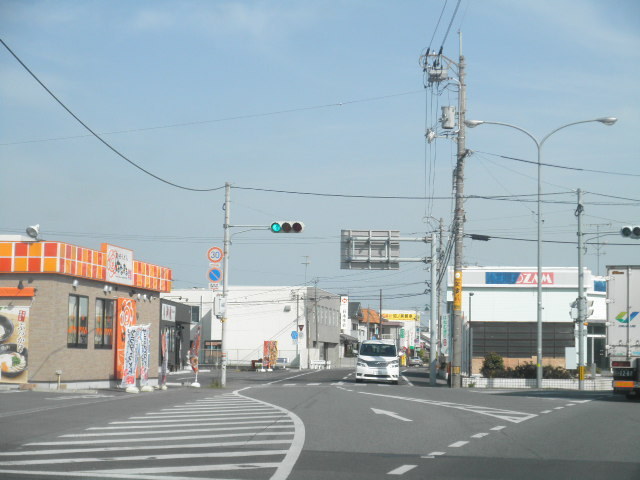
徳島県道172号羽ノ浦停車場線
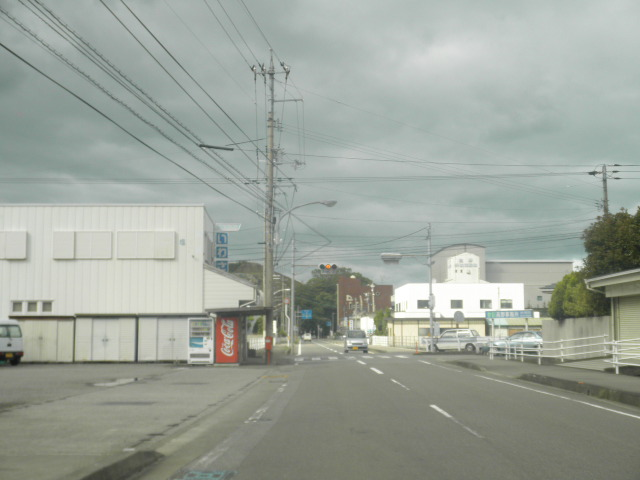
徳島県道276号勝浦羽ノ浦線

## 施設

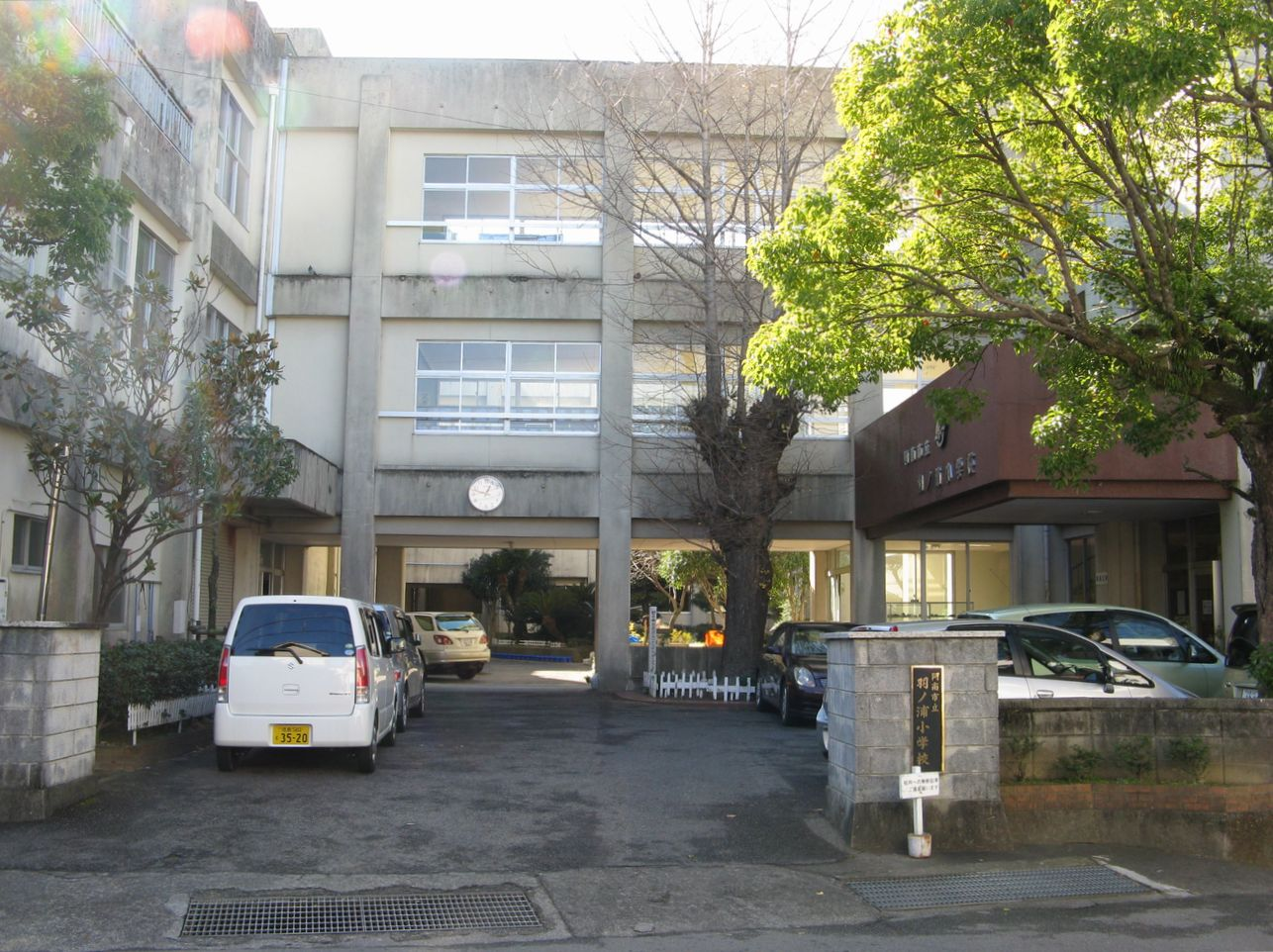
阿南市立羽ノ浦小学校
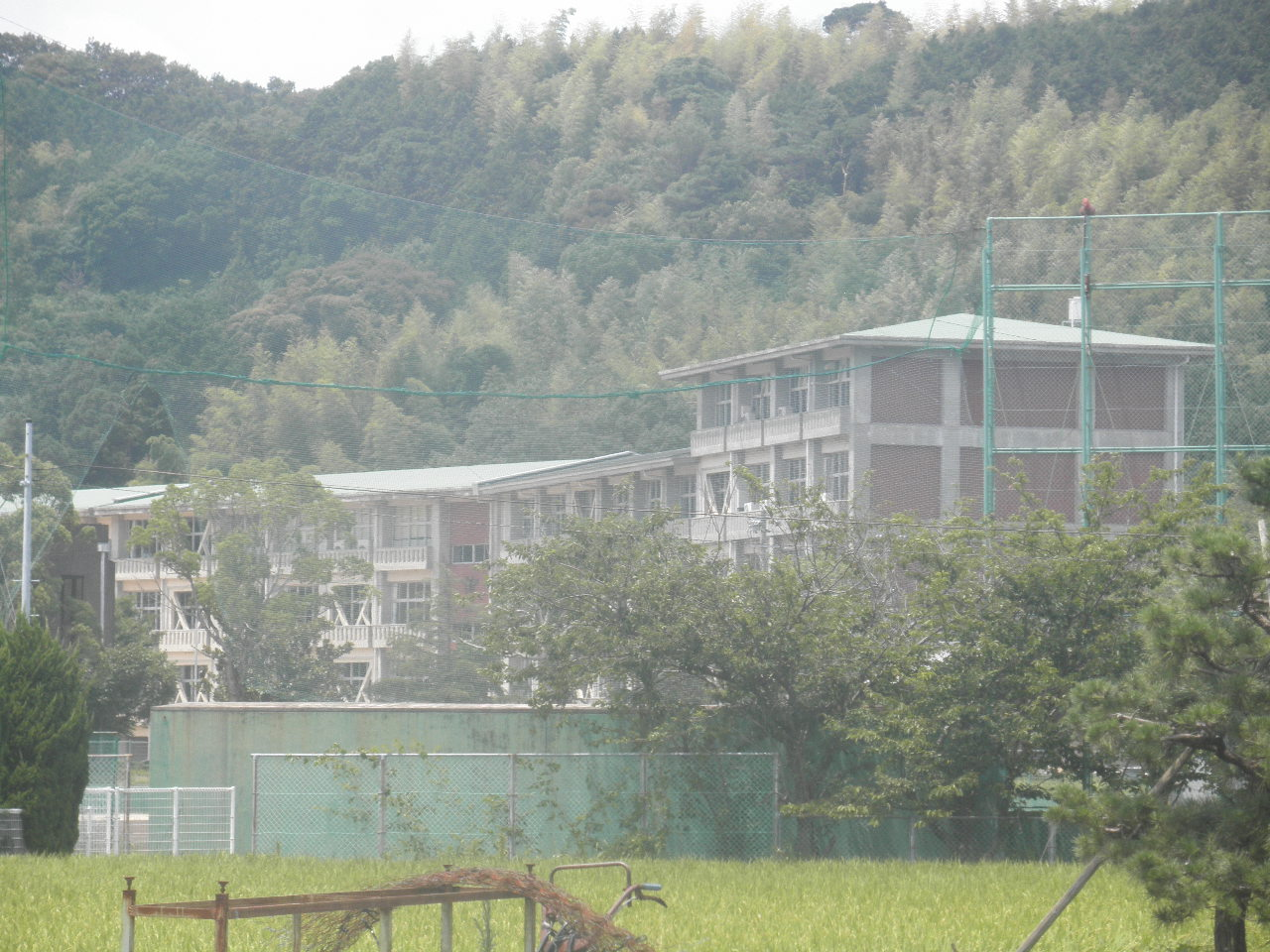
阿南市立羽ノ浦中学校
- 羽ノ浦健康スポーツランド
- 羽ノ浦総合国民体育館
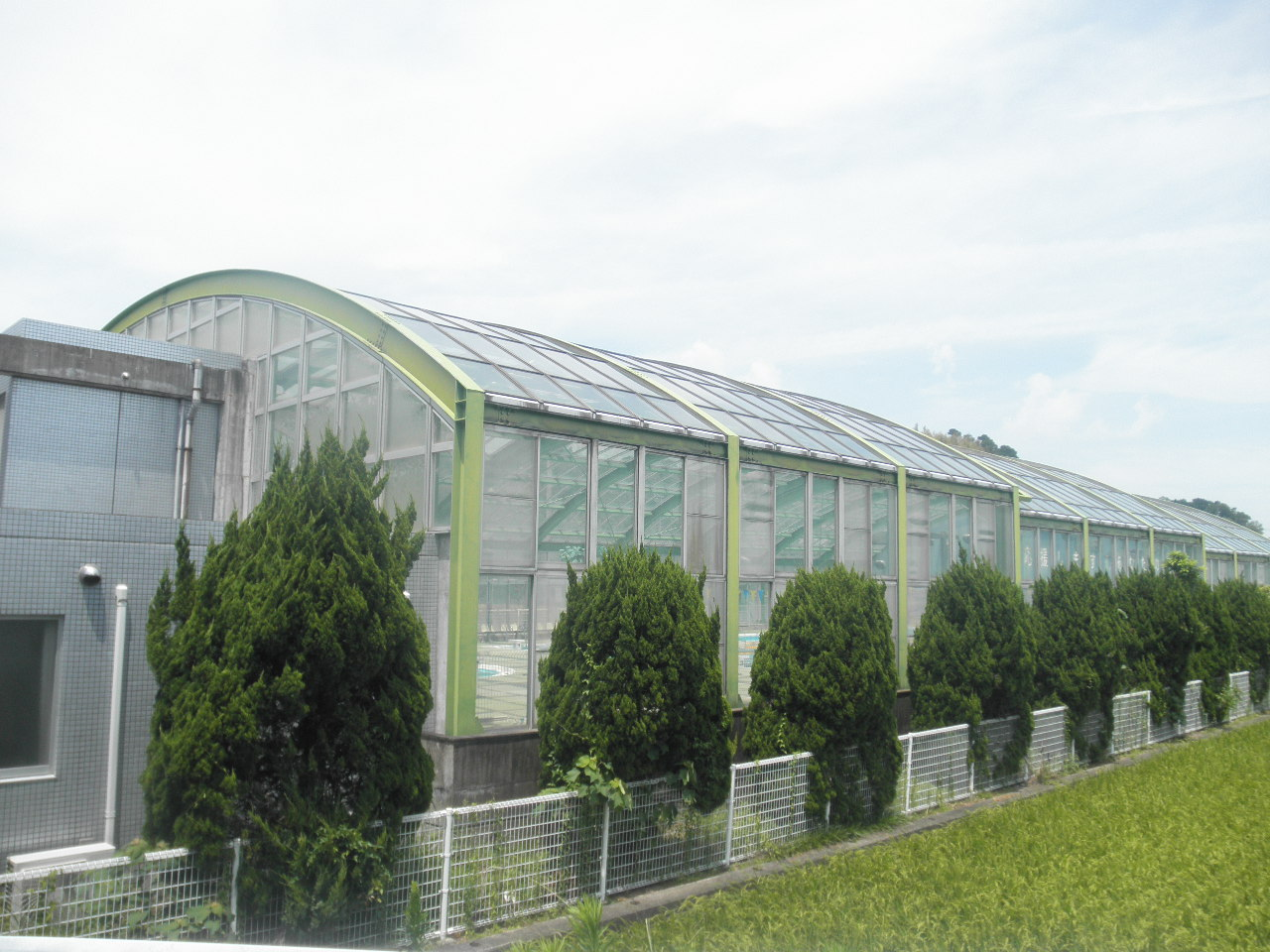
阿南市羽ノ浦プール
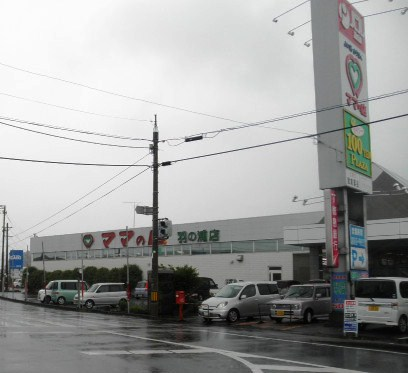
デイリーマート羽ノ浦店
- ママの店パル羽ノ浦店
- セリア羽ノ浦店
- ドラッグストアmac羽ノ浦店

- 阿南市立羽ノ浦小学校
- 阿南市立羽ノ浦中学校
- 阿南市羽ノ浦プール
- ママの店パル羽ノ浦店

## 小・中学校の学区
| 大字         | 番地 | 小学校               | 中学校               |
| ------------ | ---- | -------------------- | -------------------- |
| 羽ノ浦町宮倉 | 全域 | 阿南市立羽ノ浦小学校 | 阿南市立羽ノ浦中学校 |